# Мышление (психология)
Мышле́ние — психический процесс, высшая ступень человеческого познания относительно себя и окружающего мира. Мышление является функцией головного мозга. Это ментальный процесс, неразрывно связанный с использованием внутренней речи. Он включает в себя как и сознательные процессы, так и иррациональную корневину.
Однако в психологии и медицине существуют и другие определения. Например, высший этап обработки информации человеком, процесс установления связей между объектами или явлениями окружающего мира; или процесс отражения существенных свойств объектов, а также связей между ними, что приводит к появлению представлений об объективной реальности. Споры по поводу определения продолжаются по сей день.
В патопсихологии и нейропсихологии мышление относят к одной из высших психических функций. Оно рассматривается как деятельность, имеющая мотив, цель, систему действий и операций, результат и контроль.
Мышление — процесс познания окружающего, реального мира, основу этого процесса составляют свободные размышления, и использование внутренней речи, внутренней лингвистики, а также образование, использование и пополнение запаса понятий, представлений; процесс включает в себя вывод новых суждений (осуществление умозаключений). Мышление позволяет получить знание о таких объектах, свойствах и отношениях окружающего мира, которые не могут быть непосредственно восприняты при помощи первой сигнальной системы. Формы и законы мышления составляют предмет рассмотрения логики, а психофизиологические механизмы — соответственно, психологии и физиологии.
Важную роль в данном процессе играют автоматические мысли, которые почти всегда являются «фоном».

## История изучения

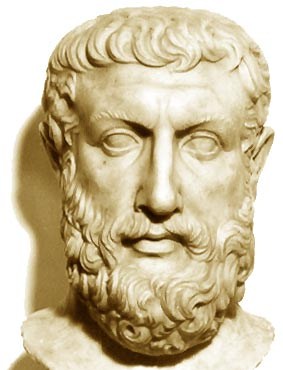
Парменид — древнегреческий философ и политический деятель, основатель научного подхода к мышлению

Исследовать мышление начали ещё античные философы и учёные, однако делали они это с позиций не психологии, а других наук, в первую очередь — философии и логики. Первым из них был Парменид. В сочинении «Путь истины» (др.-греч. Αλήθεια) он представил первое в истории европейской философии сокращённое изложение основных положений дедуктивной метафизики. При этом он рассматривает процесс мышления с точки зрения логики. C точки зрения философии он утверждает, что бытие аналогично мысли:
...одно и то же мышление и то, о чём мысль.фр. В 8, 34
Позже жили и работали 2 других древнегреческих учёных: Протагор и Эпикур, представители сенсуализма, философского течения, сыгравшего существенную роль в научном подходе к мышлению значительно позже.
Крупнейшим теоретиком учения о мышлении в то время был Аристотель. Он изучил его формы, обосновал и вывел законы мышления. Однако мышление для него было деятельностью «разумной души». Кроме того, он в основном занимался вопросами формальной логики.

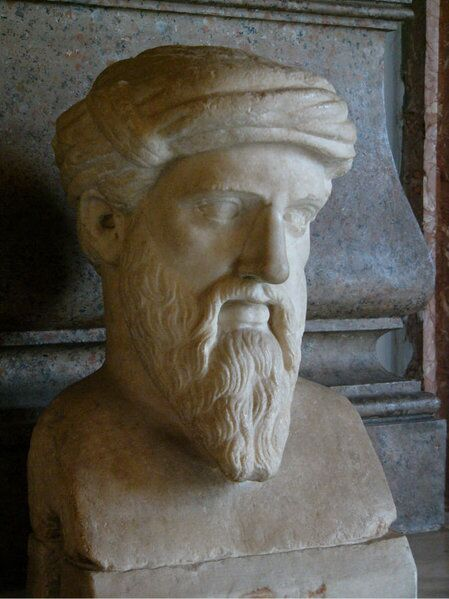
Пифагор — древнегреческий философ и математик, основатель мозговой теории мышления

Большую роль в изучении мышления сыграла медицина. Первыми предвозвестниками мозговой теории мышления были древнегреческий философ и математик Пифагор и его ученик, Алкмеон Кротонский — философ и медик. Принявший их теорию великий врач Гиппократ утверждал:
Надо знать, что, с одной стороны, наслаждения, радости, смех, игры, а, с другой стороны, огорчения, печаль, недовольства и жалобы — происходят от мозга... От него мы становимся безумными, бредим, нас охватывают тревога и страхи, либо ночью, либо с наступлением дня.
Александрийский медик Герофил помещал душу в головной мозг, а его соотечественник Эрасистрат утверждал, что этот орган — вместилище ума. древнеримский медик Гален первым научно доказал, что не сердце, а головной и спинной мозг являются «средоточием движения, чувствительности и душевной деятельности». При этом он выделял отдельную рассуждающую (лат. rationalis) душу, что было шагом назад в сравнении с предыдущими учёными.
В эпоху Средневековья изучение мышления носило исключительно эмпирический характер и чего-либо нового не дало.
Активные психологические исследования мышления ведутся с XVII века, однако и тогда они существенно зависели от логики. Согласно раннему учению о мышлении, принадлежащему к XVII веку, способность к мышлению врождённая, а само мышление рассматривалось отдельно от психики. Интеллектуальными способностями считали созерцание, логическое рассуждение и рефлексия. С появлением ассоциативной психологии мышление сводилось к ассоциациям и рассматривалось как врождённая способность. В эпоху Ренессанса учёные вновь вернулись к постулату античности о том, что психика — следствие работы мозга. Однако их рассуждения не были подкреплены экспериментом, поэтому являлись большей мерой абстрактными. Ощущение и восприятие они противопоставляли мышлению, а дискуссия велась только о том, что из этих двух явлений важнее. Сенсуалисты на основе учения французского философа Э. Б. де Кондильяка утверждали: «„мыслить“ — это значит чувствовать», а разум — «усложнённые ощущения», то есть решающее значение отдавали ощущению и восприятию. Их оппонентами были рационалисты. Видным их представителем был Р. Декарт, предвозвестник рефлексологии. Они считали, что органы чувств дают примерную информацию, а познать её мы можем только с помощью разума. При этом мышление они считали автономным, рациональным актом, свободным от непосредственного чувствования. По Д. Дидро, ощущения:
свидетели в судебном заседании, а разум, мышление — это судья, который сопоставляет показания свидетелей и выносит окончательное заключение.
В конце XIX века появилось новое учение — прагматизм. Его представитель У.Джеймс— американский философ и психолог в 1890 в книге «Принципы психологии» утверждает, что понятия — это не адекватное отражение объективного мира, а орудия, используемые при познавательной деятельности, планы действия. Мысли истинны не потому, что отражают материальный мир, а через полезность для человека. Другой представитель этого течения, разрабатывающий прагматическую теорию познания — Дж. Дьюи.
В это же время наступает расцвет психологического течения — рефлексологии. Среди видных её деятелей можно назвать И. М. Сеченова, И. П. Павлова и В. М. Бехтерева.
В начале XX века в центр своих интересов поставила мышление Вюрцбургская школа психологии (О. Кюльпе и др.), работы представителей которой были основаны на феноменологии Э. Гуссерля и отвержении ассоцианизма. В экспериментах данной школы мышление изучалось методами систематической интроспекции с целью разложения процесса на основные этапы.
Гештальтпсихология в лице М. Вертгеймера и К.Дункера занималась исследованиями продуктивного мышления. Мышление в гештальтпсихологии понималось как переструктурирование проблемной ситуации с помощью инсайта.
В рамках бихевиоризма мышление — процесс формирования связей между стимулами и реакциями. Его заслуга — рассмотрение практического мышления, а именно — умений и навыков при решении задач.
Внёс вклад в изучение мышления и психоанализ, изучая бессознательные формы мышления, зависимость мышления от мотивов и потребностей.
В советской психологии изучение мышления связано с психологической теорией деятельности. Её представители понимают мышление как прижизненную способность к решению задач и преображению действительности. По А. Н. Леонтьеву внутренняя (мышление) деятельность — не производная от внешней (поведение), и имеет другое строение. Но во внутренней мыслительной деятельности можно выделить отдельные действия и операции как и во внешней. Внутренние и внешние элементы деятельности не взаимозаменяемые. Можно сделать вывод: мышление сформировано в процессе жизнедеятельности. На основе старой теории деятельности были построены педагогические теории П. Я. Гальперина, Л. В. Занкова, В. В. Давыдова.
Одна из наиболее новых — информационно-кибернетическая теория мышления. Мышление человека моделируют с точки зрения кибернетики и искусственного интеллекта.

## Природа и основные виды

### Основные характеристики
1. Обобщение отражения действительности[8] — осуществление поиска отдельных предметов и явлений и переход к общему;
2. Опосредованное познание объективной реальности[8] — на основе непрямой информации мы можем судить о свойствах предметов и явлений;
3. Субъективность. Мысль принадлежит только тому, кто мыслит;
4. Произвольность и целенаправленность. Только человек решает, о чём ему мыслить. Мышление как вид деятельности имеет конечную цель;
5. Соотносящая деятельность. Соотнесение различных представлений, установление определённых правил[9].

### Физиология

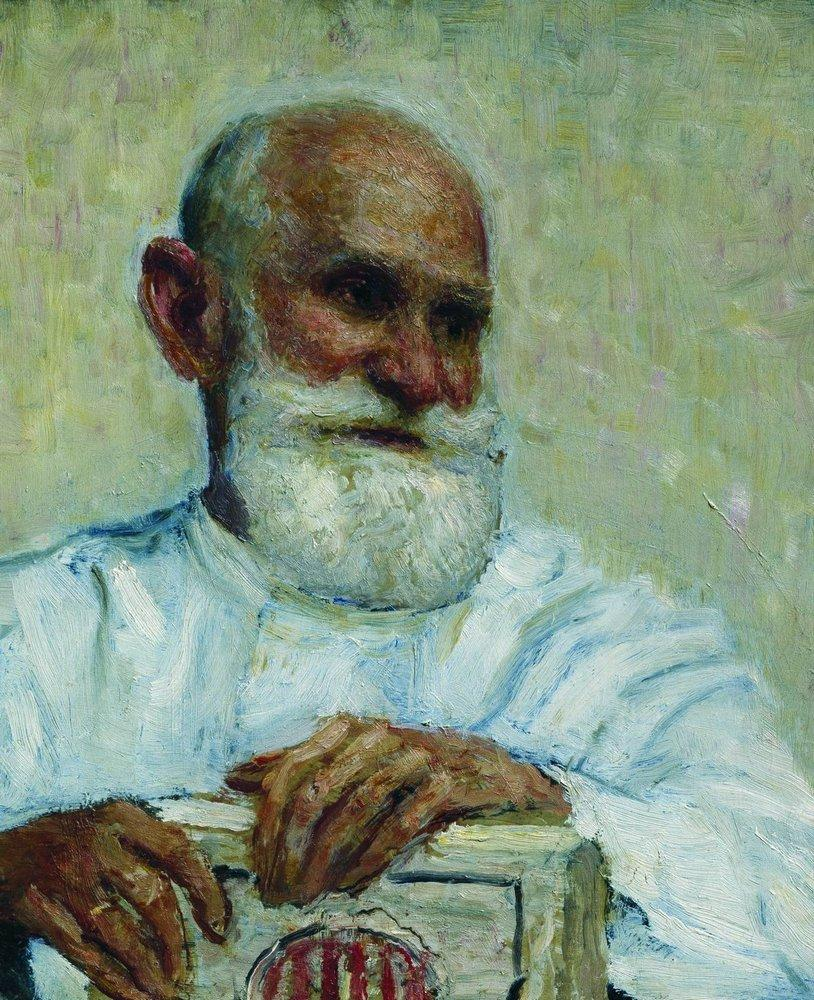
И. П. Павлов — академик, лауреат Нобелевской премии; он и его школа разработали свою теорию процесса мышления

Мышление является функцией головного мозга. Существует несколько теорий физиологии мышления. Следуя работам И. П. Павлова мысль — следствие рефлекторной связи между человеком и реальностью. Для её осуществления требуется работа нескольких систем мозга.
Первая из них — подкорковая область. Её активизируют безусловные стимулы внешнего или внутреннего мира. Вторая система — полушария головного мозга без лобных долей и отделов речи. Принцип её работы: стимулы временной (условной) связью «подключаются» к безусловной реакции. Это — первая сигнальная система.
Принцип 3 системы: отвлечение от конкретных качеств воспринятых объектов и обобщение сигналов из первых двух инстанций. Это — вторая сигнальная система. На её уровне воспринимаются слова и приходящие сюда сигналы заменяются речью. Поэтому в её состав входят лобные доли и 3 анализатора: речедвигательный, речеслуховой и речезрительный. Кроме того, вторая сигнальная система регулирует первую. Её условные связи могут формироваться без раздражителя и отражать не только прошлое и настоящее, но и будущее.
Физиологическая основа мышления — работа коры больших полушарий. Ей характерны процессы, общие для нервной системы, в основном, сочетание доминирующего возбуждения с окружающим его торможением.

#### Нейрофизиология
В настоящее время нейрофизиологические основы мышления до конца не известны.
Определённые сведения были получены при помощи ЭЭГ. Так, при умственной деятельности в лобных отведениях возникает усиление пространственной синхронизации. Это в своих экспериментах впервые установил М. Н. Ливанов в 1972. Сверхмедленные потенциалы усиливаются и учащаются при некоторых видах мыслительной деятельности, а именно, при умственном напряжении становятся короче дзета-волны. По временным характеристикам они показывают готовность к мыслительной деятельности. Однако метод ЭЭГ остаётся в плане исследования мышления крайне ограниченным.
Учёные пытаются понять, может ли деятельность совокупности нейронов характеризовать конкретный мыслительный процесс. Вероятно, это возможно, если учитывать, что мозг — материальный субстрат процессов мышления. Здесь идёт речь о так называемых «констелляциях» по А. А. Ухтомскому или «паттернах». Трудность заключается в перекодировании информации нейрофизиологической в психологическую. Изучать это начала ещё в 1977 Н. П. Бехтерева.
Процесс мышления часто связан с принятием решений. Исследования поиска выбора проводились при помощи регистрации ВП с помощью ЭЭГ. Наблюдалась кросс-корреляция потенциалов ЭЭГ между передними и задними отделами головного мозга, а именно: лобных, теменных и затылочных долей, то есть охват мозга очень широкий. На параметры ВП влияло информационное содержание стимула. В принятии решений важна мотивация — взаимодействие восприятия и ассоциаций по П. С. Симонову. Однако, из-за того, что в реальности мозг не имеет достаточной информации обо всех альтернативах, используются качественные словесные понятия — лингвистические переменные.
Из более новых методов для исследования мышления используют методы нейровизуализации. Так, для распознавания мыслей можно использовать функциональную МРТ. В эксперименте с точностью 72 %—90 % ФМРТ смогла установить, какой набор картинок смотрит испытуемый. Скоро, по мнению авторов исследований, благодаря этой технологии можно будет установить, что именно видит перед собой испытуемый. Эту технологию можно будет использовать для визуализации снов, раннего предупреждения болезней головного мозга, создания интерфейсов для парализованных людей для общения с окружающим миром, маркетинговые рекламные программы и борьба с терроризмом и преступностью. Также в экспериментах используют ПЭТ.

### Классификация
- Наглядно-действенное мышление (Форма мышления, манипулирующая предметной сферой. Имеется у детей с рождения до полутора лет)
- Конкретно-предметное мышление (Задачи решаются с помощью существующего, реального объекта. Формирование в возрасте от 1,5 до 7 лет)
- Наглядно-образное мышление (Осуществляется при непосредственном восприятии окружающей действительности, образы представляются в кратковременной и оперативной памяти. Доминирует от 3 летнего до младшего школьного возраста).
- Абстрактно-логическое мышление (Мышление абстракциями — категориями, которых нет в природе. Формируется с 7 лет. Считается, что у животных нет абстрактного мышления.)

## Основные формы (критерии) мышления
1. Понятие[20] — отображённое в мышлении единство существенных свойств, связей и отношений предметов или явлений; мысль или система мыслей, выделяющая и обобщающая предметы некоторого класса по определённым общим и в совокупности специфическим для них признакам;
2. Суждение — форма мышления, в которой что-либо утверждается или отрицается о предмете, его свойствах или отношениях между предметами. Виды суждений и отношения между ними изучаются в философской логике;
3. Умозаключение[21] — вывод.

## Теоретические и экспериментальные подходы к исследованию

### Мышление и интеллект
Интеллект связан с мышлением, которое обрабатывает информацию из внешнего мира. Интеллект связан с мышлением в области решения задач, это совокупность умственных способностей, обеспечивающих успех познания.
Мышление формирует понятия, понимание их взаимосвязей, анализирует их, а это, в свою очередь — основа поведения, а значит — адаптации. При этом выбор поведения зависит от критичности мышления. Важно заметить, что поведение и мышление связаны только при решении определённой задачи, если её нет, поведение связано с другими механизмами. Например, поведение зависит от моральных ценностей.
Мышление связано с деятельностью, так как в её процессе сначала решается ряд задач, а потом умственный проект осуществляется на практике. Кроме того, существует творческое мышление.
Можно сделать умозаключение, что поведение и деятельность человека связаны с мышлением, поэтому под понятием «ум» мы определяем процесс мышления и его особенности.
Объективными методами с помощью эксперимента можно выделить компоненты, связанные с решением умственных задач, на основе чего его считают отдельным психическим процессом. Другие компоненты, участвующие в регуляции поведения, самостоятельно выделить нельзя. А понятие «интеллект» связано с попыткой психологическими тестами оценить умственные и творческие способности.
Теории о происхождении и наличии мышления у человека делятся на 2 группы. Представители первой считают, что интеллектуальные способности врождённые и неизменные. Одной из наиболее известных теорий первой группы является теория мышления гештальтпсихологии. Согласно второй группе, умственные способности развиваются в процессе жизни человека. Мышление зависит либо от внешних воздействий среды, либо от внутреннего развития субъекта, или же исходя из того и другого.

### Экспериментальные исследования

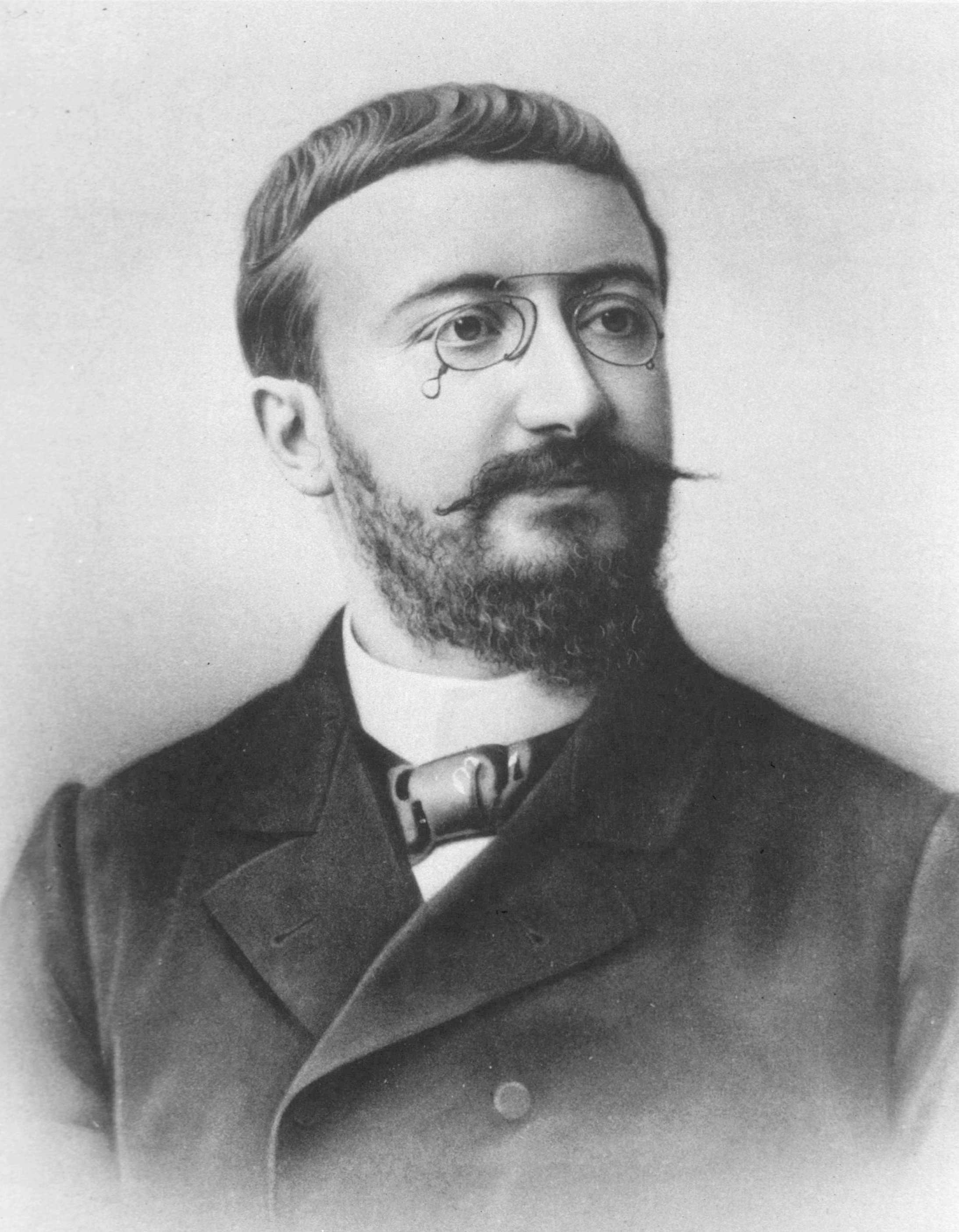
А. Бине — французский психолог, один из основателей французской экспериментальной психологии, создатель тестологии

В начале XX века А. Бине и Т. Симон создали шкалу умственного развития Бине—Симона на основе умственного возраста.
Сейчас тесты исследуют мышление у людей от 2 до 65 лет. Их можно классифицировать, разделив на 3 группы.
Первая группа — тесты достижения, показывающие объём знаний, необходимый в определённой научно-практической области (контрольные тесты в школе). Вторая — интеллектуальные тесты, оценивающие соответствие интеллекта биологическому возрасту. Среди них можно назвать тест Стэнфорд-Бине и тест Векслера. Третья — критериально-ориентированные тесты, оценивающие возможность решать интеллектуальные задачи (тест МИОМ и модификация интеллектуальной батареи тестов Р. Амтхауэра Б. М. Кулагина и М. М. Решетникова (тест «КР—3—85»)).
Тесты можно рассматривать как экспериментальную модель, которая лежит в основании концептуально-экспериментальных моделей интеллекта. Одну из наиболее известных из них предложил Дж. П. Гилфорд. Согласно его концепции, интеллект можно оценивать по 3 направлениям: содержанию, продукту и характеру. Модель интеллекта Гилфорда включает 120 различных интеллектуальных процессов, сводящихся к 15 факторам: пять операций, четыре вида содержания, шесть типов продуктов мыслительной деятельности.

## Основные стадии мышления
Благодаря использованию данных самонаблюдения известных учёных (таких как Г. Л. Ф. Гельмгольц и А. Пуанкаре), были разграничены четыре стадии творческого мышления: подготовка, созревание, озарение и проверка истинности. В настоящее время существует множество различных классификаций последовательности акта мышления.

## Основные операции мышления
Основные виды умственных операций:
1. Сравнение
2. Анализ
3. Синтез
4. Абстракция
5. Конкретизация
6. Индукция
7. Дедукция
8. Классификация
9. Обобщение
10. Декомпозиция
11. Структурирование
12. Достраивание
13. Схематизация
14. Повторение

### Сравнение

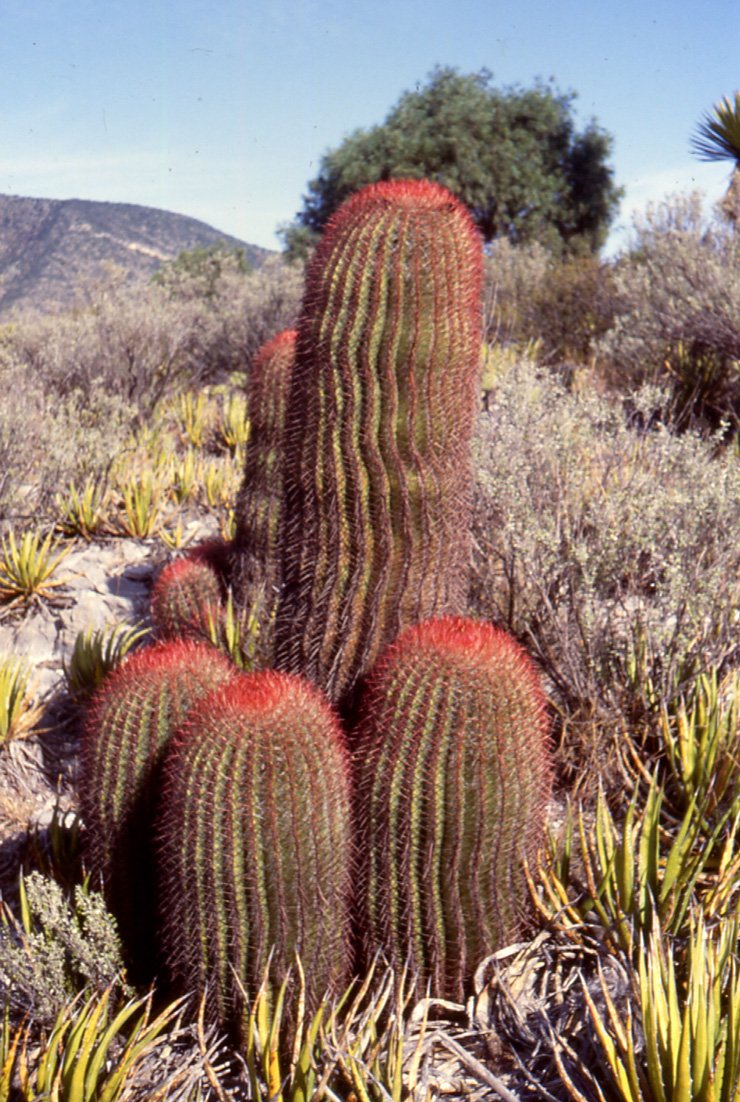
О важности существенного признака для сравнения: сравнивая пустыню и лес необходимо для сравнения выбрать климат, географическое положение, а не наличие или отсутствие кактусов

Сравнение — это одна из ключевых операций, осуществляемых человеком при познании окружающего мира, себя самого и других людей, а также в ситуациях решения разнообразных, в частности, когнитивно-коммуникативных задач, находящаяся в зависимости от условий (контекста), в котором она совершается, которая не может быть понята вне единства процесса, в ходе которого она осуществляется, результата, к которому приводит и субъекта, который её осуществляет. Заключается она в установлении сходства и различия. Осуществляется операция непосредственно (воспринимая предметы одновременно) или опосредованно (путём умозаключения, используя косвенные признаки). При этом важны сравниваемые свойства. Важно также выбрать единые показатели для сравнения. Нельзя, например, при измерении расстояния сравнивать в одном случае километры, а в другом — время, затраченное на путешествие. Необходимо выбрать существенный признак для сравнения. Чтобы избежать ошибок, нужно производить разностороннее сравнение.
Второй пример ошибок при сравнении — поверхностное сравнение по аналогии, при котором, при сходстве по одному или даже группе признаков, мы считаем, что все остальные признаки также сходятся. Так, увидев сходство строения ударных и вулканических кратеров У. Бухер ошибочно считал, что и причина их возникновения одинакова. Однако, аналогическое сравнение может быть и правильным. Так, хордовые имеют отличительную черту — хорду и по ней учёные могут судить о том, что, значит, принцип строения их тела в общих чертах также сходен. Можно сделать вывод, что истинность умозаключения по аналогии зависит от взаимообусловленности признаков. Так, хорда возникла у общих предков хордовых и отражает процесс эволюции, в то время как строение кратеров похоже только внешне.

### Анализ и синтез

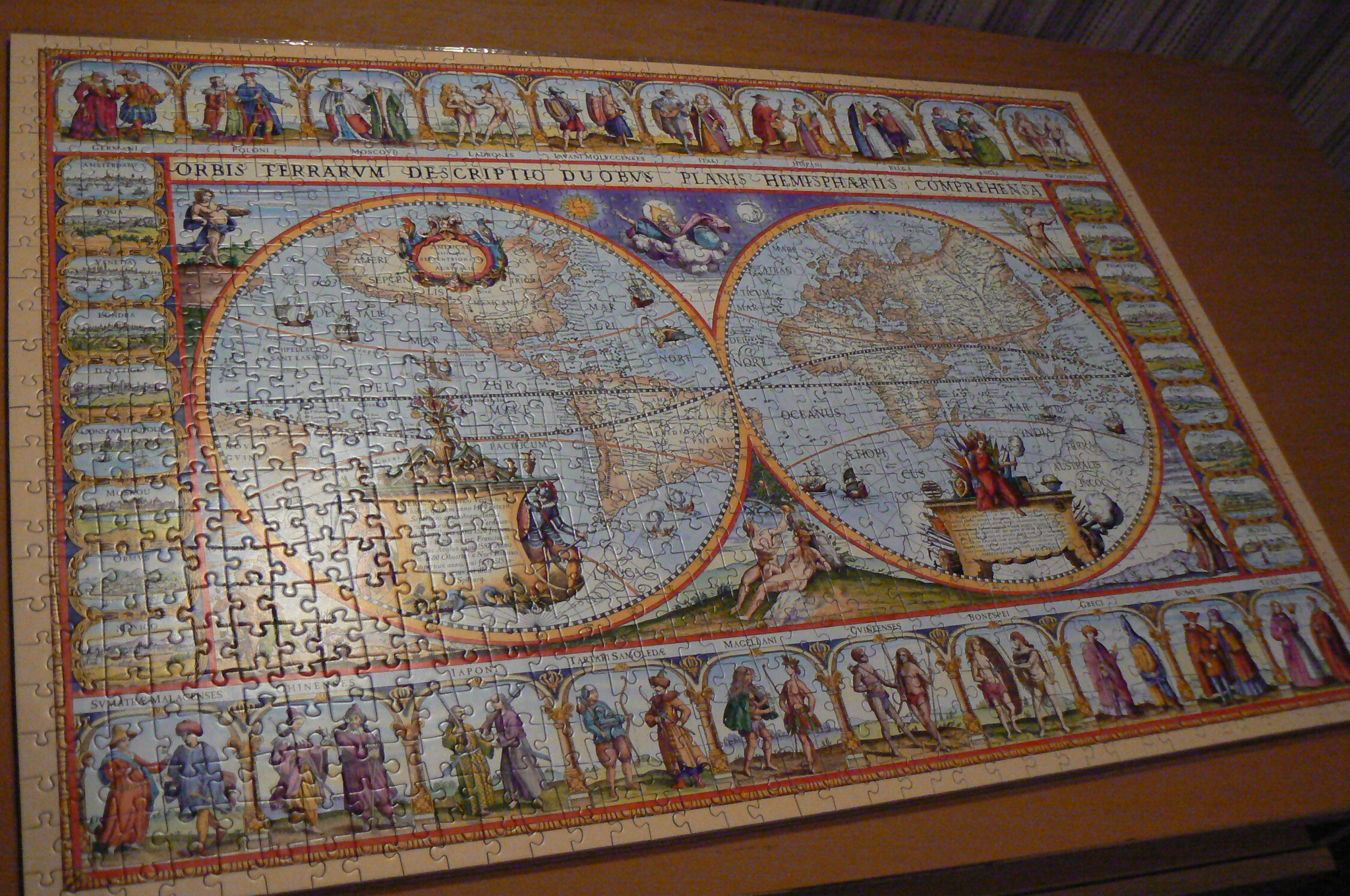
Процессы анализа и синтеза активно используются при сборке пазла

Анализ — логический приём определения понятия, когда его разлагают по признакам на составные части, чтобы таким образом сделать познавание ясным в полном объёме. Таким образом из частей целого можно мысленно создать его структуру. Вместе с частями предмета мы выделяем его свойства. Анализ возможен не только при восприятии, но и по памяти, то есть при представлении.
Синтез — способ собрать целое из частей или явлений, а также их свойств, как антипод анализа.
В детском возрасте анализ и синтез впервые возникают при практических манипуляциях предметами. И с возрастом с целью разобраться в строении устройства человек его собирает и разбирает. Так как это не всегда возможно, в некоторых случаях сначала предметы изучаются отдельно, а потом производят мысленные операции над их совокупностью. Так, при изучении микробиологии сначала изучают строение отдельных микроорганизмов и лишь потом в практической деятельности врач анализирует их совокупность при исследовании воды.
Анализ и синтез бывает не только практическим, но и теоретическим. Если при этом они отделены от других мыслительных операций, они становятся механистичными. Так, оторванная от других процессов разборка ребёнком игрушки совершенно бесполезна, в то же время и при её сборке детали собираются не как-нибудь к их простой сумме.
Анализ и синтез всегда тесно взаимосвязаны между собой.

### Абстракция и конкретизация
Абстракция — отвлечение в процессе познания от несущественных сторон, свойств, связей предмета или явления с целью выделения их существенных, закономерных признаков. Выделенная часть или свойство рассматриваются отдельно от других. При этом происходит выделение из информации отдельных частей или свойств. Так, оперируя термином «стол», мы представляем абстрактный стол без отдельных свойств, присутствующих у всех известных нам столов. Это конкретное понятие.
От конкретных понятий можно совершить переход к абстрактным, то есть признакам и свойствам предметов и явлений: «трезвость», «мудрость», «яркость». Они, с одной стороны, совершенно отдельны от других свойств. С другой же, они нуждаются в чувственной опоре, без неё становясь формальными (см. Абстрактное понятие).
При совершении процесса абстракции можно совершить ошибки 2 родов:
1. Усваивая определённые понятия, трудно перейти от конкретных примеров к другой обстановке.
2. Абстрагирование от существенных признаков, в результате чего искажается представление.

Конкретизация — выделение частного из общего. При этом мы представляем конкретные предметы во всём их многообразии. Конкретизация понятия «стол»: «письменный стол», «обеденный стол», «разделочный стол», «рабочий стол».

### Индукция и дедукция

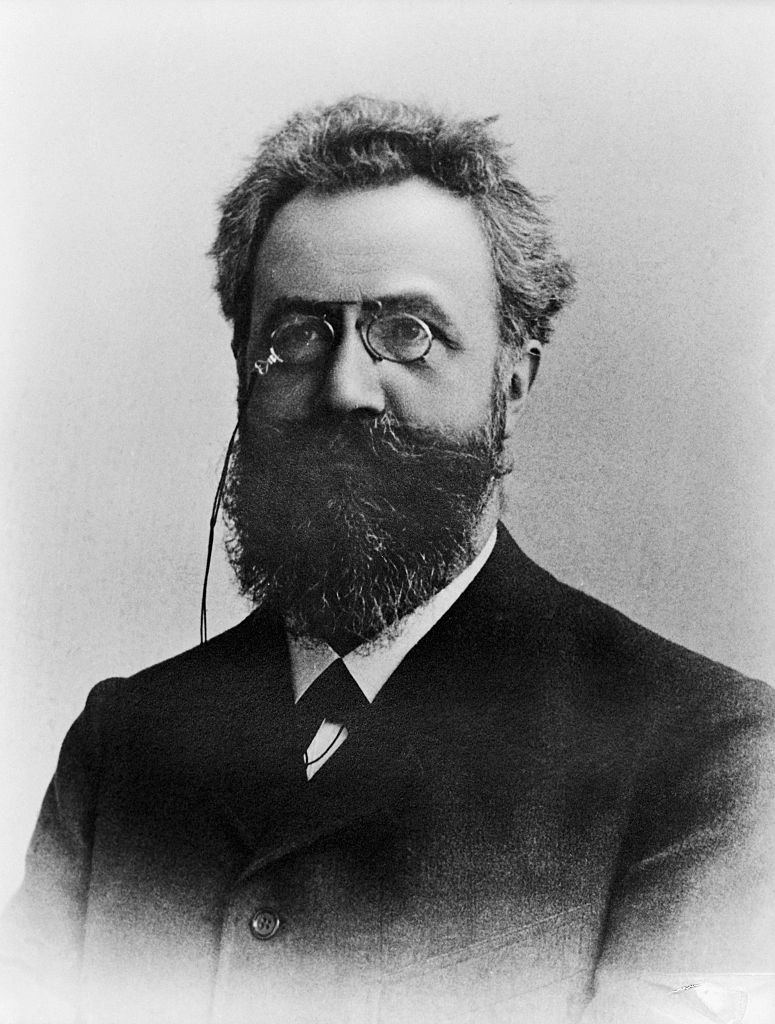
Пример индукции: Г. Эббингауз изучал процесс забывания у отдельных людей, на основе чего сформулировал один из общих законов памяти

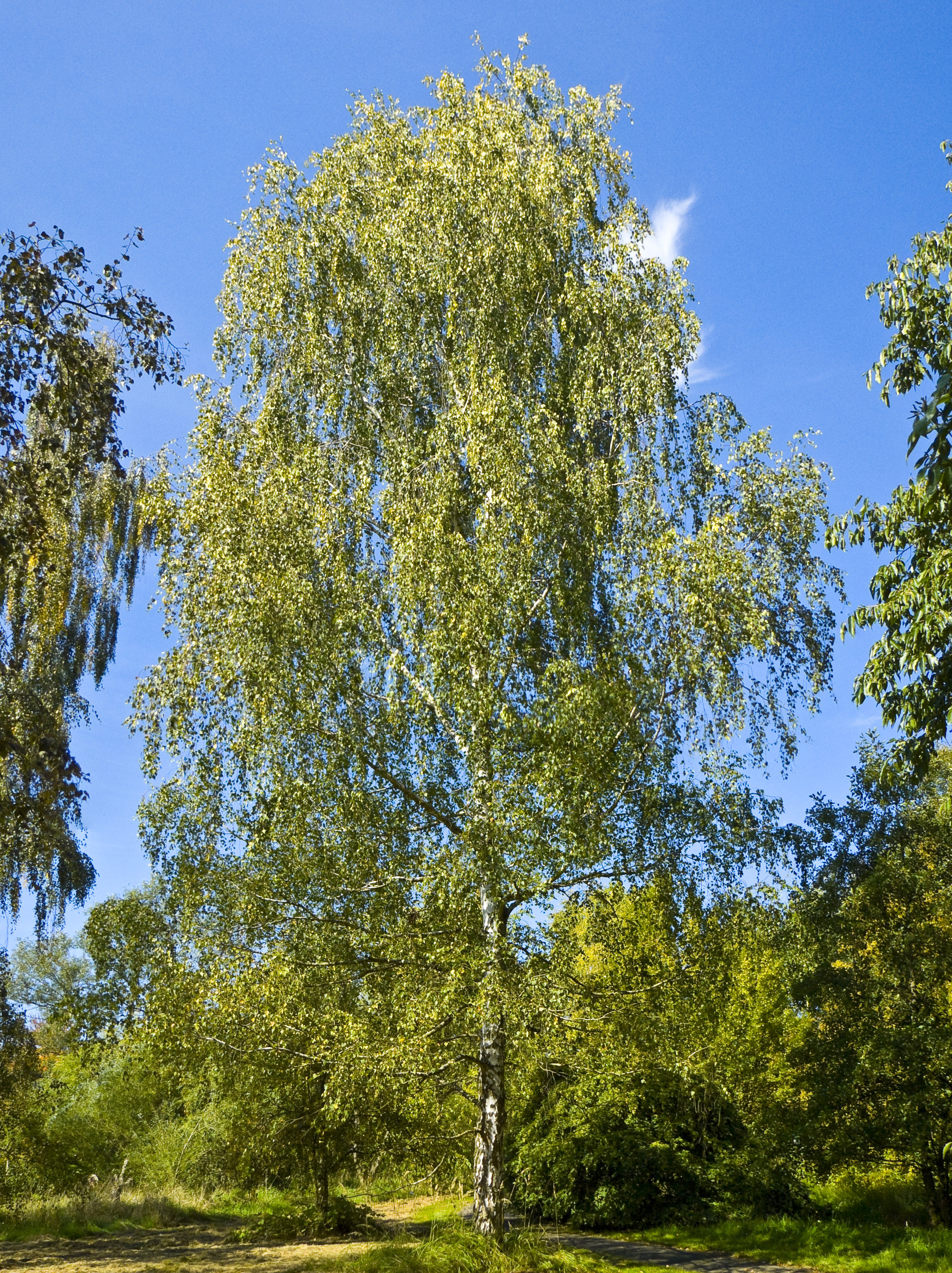
Пример дедукции: если все берёзы сбрасывают листья зимой, значит это делает и отдельная берёза

Индукция — процесс логического вывода на основе перехода от частного положения к общему.
Чтобы избежать ошибки при индуктивном умозаключении необходимо знать, от чего зависит наблюдаемый нами факт или явление и установить, меняется ли это свойство, или качество, при единичных случаях, которые мы наблюдали.
Дедукция — метод мышления, при котором частное положение логическим путём выводится из общего, вывод по правилам логики; цепь умозаключений (рассуждений), звенья которой (высказывания) связаны отношением логического следования.
Метод дедукции очень важен в реальной жизни. Однако, чтобы избежать ошибок при использовании дедуктивного метода, важно осознавать, что наблюдаемый отдельный случай попадает под общее положение. Здесь уместно вспомнить эксперимент известного советского детского психолога Л. И. Божович. Она спрашивала учеников, какая борона глубже разрыхляет землю — 60- или 20-зубчатая. Чаще ученики не давали правильный ответ, хотя им были известны законы давления.

## Развитие

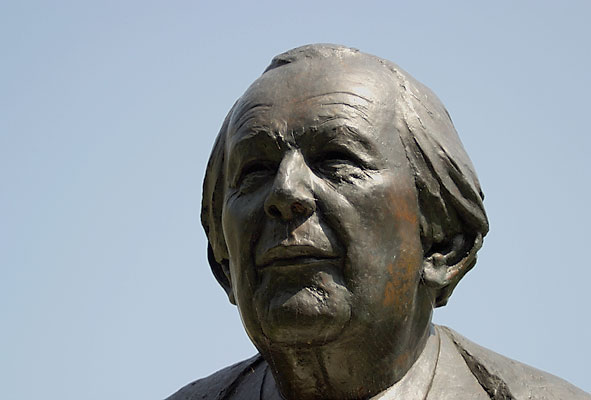
Ж. В. Ф. Пиаже — автор теории о стадиях развития интеллекта

В процессе развития мышления выделяют несколько этапов, которые отличаются у разных авторов. Эти концепции, при своём различии, имеют общие позиции.
Большинство современных концепций начальный этап мышления отождествляют с обобщением. При этом мышление связано с практикой. В то же время оно основано на опыте, причём, как личном, так и основанном на наблюдении за взрослыми.
Второй этап связан с речью. Слова являются опорой для обобщений. Однако, иногда обобщение слов происходит на основе несущественных признаков и становится неверным. Например, под яблоком ребёнок понимает все круглые красные предметы.
На третьем этапе один предмет называется несколькими словесными обозначениями. Это свидетельствует о формировании операции сравнения. Происходит это обычно в 2 года, а уже в 3-4-летнем возрасте на основе процесса сравнения формируются индукция и дедукция.
В мышлении детей можно выделить следующие особенности. Во-первых, это связь обобщения и действия. Во-вторых, наглядность, конкретность и опора на единичные факты.
В школьном возрасте мышление прогрессирует. Связано это не только с возрастными изменениями головного мозга (к 6 годам его масса увеличивается в 3 раза по сравнению с массой в 1 год).Связано это в первую очередь с интеллектуальными задачами, которые стоят перед учеником. Возникает переход от конкретных к абстрактным понятиям, обогащается содержание понятий и совершается переход от поверхностных связей к глубоким. Школа развивает такие мыслительные операции, как анализ, синтез, обобщение, индукция и дедукция.

### Направления исследований
- Филогенетическое. Оно предполагает изучение мышления в процессе исторического развития человечества (его филогенезе).
- Онтогенетическое — изучение мышления в процессе онтогенеза одного человека.
- Экспериментальное — исследование мышления в эксперименте и создание интеллекта в искусственных условиях.

### Теория формирования и развития интеллектуальных операций П. Я. Гальперина

П. Я. Гальперин — советский психолог, экспериментально обосновавший метод поэтапного формирования умственных действий и понятий, что дало начало циклу экспериментальных исследований

## Нарушения при психических заболеваниях

### Динамика мышления

#### 1. Ускорение мышления («скачок идей»)
Условно за единицу времени образуется больше ассоциаций, чем в норме, и при этом страдает их качество. Быстро сменяющие друг друга образы, представления, суждения, умозаключения крайне поверхностны. Обилие лёгкости новых ассоциаций, спонтанно возникающих от любого раздражителя, отражается в речевой продукции, которая может напоминать т. н. пулемётную речь. От беспрерывного говорения больные иногда теряют голос, или же он становится хриплым, шёпотным. В целом, ускорение мышления является обязательной производной маниакального синдрома различного генеза (аффективные расстройства, шизофрения, наркомания и др.)
Скачок идей (fuga idearum) — это чрезвычайное ускорение мышления: мыслительный процесс и речевая продукция беспрерывно течёт и скачет; они бессвязны. Однако, если эту речь записать на магнитофон и прокрутить в медленном темпе, можно определить в ней некоторый смысл, чего никогда не бывает при истинной бессвязности мышления.
В основе скачки идей — повышенная лабильность корковых процессов.
Характерно:
- Быстрые ассоциации, повышенная отвлекаемость, экспрессивная жестикуляция и мимика.
- Не нарушен анализ, синтез, осмысление ситуации.
- Мало задумываются над ответом.
- Легко исправляют ошибки, если на них указать.
- Ассоциации хаотичны, случайны, не оттормаживаются.
- Доступен обобщённый смысл задания, может выполнять его на этом уровне, если не будет отвлекаться.

#### 2. Инертность мышления
Инертное мышление характеризуется недостаточной подвижностью психических процессов, заторможенностью, бедностью ассоциаций. Наиболее выражено замедление ассоциативного процесса в абсолютно «пустой голове, в которой мысли вообще не появляются». На вопросы больные отвечают односложно и после длительной паузы (латентный период речевых реакций возрастает по сравнению с нормой в 7-10 раз). Общая цель мыслительного процесса сохраняется, но переключение на новые цели крайне затруднительно. Подобное нарушение обычно характерно для эпилепсии («первичное нарушение»), эпилептоидной психопатии, депрессивного синдрома, но может отмечаться при апатических и астенических состояниях, а также при лёгких степенях помрачения сознания.
Больные могут менять способ работы, изменять ход суждений, переключаться на другой вид деятельности. Характерна замедленность, тугоподвижность, плохая переключаемость. Решение задачи доступно, если выполняется только одним определённым образом. Инертность связей прошлого опыта приводит к снижению уровня обобщения.

#### 3. Непоследовательность суждений
Неустойчивый способ выполнения задания. Уровень обобщения не снижен. Анализ, синтез, усвоение инструкции сохранны. Понимают переносный смысл пословиц, метафор. Адекватный характер суждений неустойчив. Чередуют правильный и неправильный способ выполнения задания.
При невыраженной степени заболевания такая непоследовательность суждений поддаётся исправлению. Часто бывает достаточно привлечь внимание, чтобы больной исправился.
Колебания возникают при малейшем изменении условий задания.

#### 4. «Откликаемость»
У больных, страдающих тяжёлой формой сосудистых заболеваний. Неустойчивость способа выполнения задания и связанные с ней колебания умственных достижений приобретают гротескный характер.
Пример: после выполнения классификации больной вдруг начинает относиться к картинкам, как к реальным объектам: пытается поставить карточку с кораблём, так как если положить — утонет.
Такие больные могут быть не ориентированы в месте и времени. Они некритичны к своему состоянию. Не помнят имён близких, значимых дат, имени врача. Речь нарушена, может быть несвязной. Поведение часто нелепо. Отсутствуют спонтанные высказывания.
Эти нарушения отличаются динамичностью. На протяжении короткого отрезка времени характер суждений и действий больных колеблется.
Характерна повышенная откликаемость на самые разные раздражители окружающей обстановки, к ним не адресованные. Иногда вплетают в речь предметы окружения.
Создаётся вынужденная тенденция без отбора отражать в речи всё то, что воспринимают.
Быстрая откликаемость на внешние случайные раздражители сочетается с плохой переключаемостью.
В более ранних работах феномен откликаемости описывался как полевое поведение.
Следует различать откликаемость и отвлекаемость (у детей). У них разный генез:
- откликаемость — следствие снижения уровня активности коры; способствует разрушению целенаправленной деятельности.
- отвлекаемость — следствие усиленного ориентировочного рефлекса, высокой активности коры. Образование большого количества временных связей — основа дальнейшей целенаправленной деятельности.

#### 5.Соскальзывание
Правильно решая какое-либо задание и адекватно рассуждая о каком-либо предмете, больные неожиданно сбиваются с правильного хода мыслей по ложной, неадекватной ассоциации, а затем вновь способны продолжать рассуждения последовательно, не повторяя ошибки, но и не исправляя её. Характерно для довольно сохранных больных шизофренией.
Соскальзывания внезапны, эпизодичны. В ассоциативном эксперименте часто появляются случайные ассоциации и ассоциации по созвучию (горе-море).
Процесс обобщения и отвлечения не нарушен. Могут правильно синтезировать материал, правильно выделять существенные признаки. Вместе с тем на какой-то отрезок времени правильный ход мышления у них нарушается вследствие того, что больные в своих суждениях начинают руководствоваться случайными, несущественными в данной ситуации признаками.

### Операциональная сторона

#### 1.Снижение уровня обобщения
В суждениях больных доминируют непосредственные представления о предметах и явлениях; оперирование общими признаками заменяется установлением конкретных связей между предметами. Не могут отобрать признаки, которые наиболее полно раскрывают понятие.

#### 2.Искажение процесса обобщения
Отражают лишь случайную сторону явлений, существенные отношения между предметами мало принимаются во внимание; предметное содержание вещей и явлений не учитывается.
Нарушение процесса обобщения вызывается тем, что больные не руководствуются культурно принятыми отношениями между предметами. Так, в задаче четвёртый-лишний больной может объединить стол, кровать и шкаф назвав их объёмами, ограниченными деревянными плоскостями.

### Мотивационный компонент

#### Разноплановость мышления
Разноплановость мышления — суждения больных о каких-либо явлениях протекают в разных плоскостях. Больные не выполняют задания, хотя усваивают инструкцию, у них сохранены умственные операции сравнения, различения, обобщения, отвлечения. Действия больного лишены целенаправленности. Особенно чётко разноплановость выступает в заданиях на классификацию предметов и исключение предметов.

#### Резонёрство
Резонёрство — один из видов нарушений мышления, характеризующийся пустым, бесплодным многословием, рассуждательством с отсутствием конкретных идей и целенаправленности мыслительного процесса.
По классификации нарушений мышления Б. В. Зейгарник, резонёрство (наряду с разноплановостью и разорванностью) относится к категории нарушений мотивационно-личностного компонента мышления.

#### Некритичность
Некритичность — утеря целенаправленности мышления, поверхностность, незавершённость мышления; мышление перестаёт быть регулятором действий человека.

#### Символическое мышление
Символическое мышление — психопатологический симптом, проявляющийся в расстройстве мышления, при котором больной придаёт понятиям аллегорический смысл, совершенно не понятный другим, но имеющий для больного исключительное значение.

#### Атактическое мышление
Атактическое мышление характеризуется наличием паралогических построений и в норме не сочетающихся между собой понятий. Речь грамматически построена правильно, но недоступна пониманию окружающих.

#### Патологическая обстоятельность
Патологическая обстоятельность — одно из расстройств мышления по темпу течения ассоциаций, при котором нарушается его целенаправленность.